# Germán González (futbolista)
Germán González Blanco (Cúcuta, Norte de Santander, Colombia, 14 de junio de 1947) es un exfutbolista colombiano. Jugaba de centrocampista y su primer equipo fue el Cúcuta Deportivo del que fue asistente técnico al lado de Jorge Luis Pinto, siendo campeones del fútbol profesional Colombiano en el año 2006.

## Trayectoria
A nivel amateur estuvo en la Panadería Ideal, después paso al Sporting Cristal de Pescadero, en San Lorenzo de Sevilla y en la selección Norte. Debutó en el Cúcuta Deportivo en 1967, club en el que había jugado en las categorías inferiores. En el Cúcuta Deportivo logró el subcampeonato de 1964 en el Fútbol Profesional Colombiano. Pensó en retirarse después de que los médicos le aconsejaran abandonar su carrera deportiva.

## Selección nacional
Ha sido internacional con la Selección de fútbol de Colombia.

## Clubes
| Club              | País     | Año |
| ----------------- | -------- | --- |
| Cúcuta Deportivo  | Colombia | -   |
| Deportivo Cali    | Colombia | -   |
| Deportivo Pereira | Colombia | -   |

América de Cali
Colombia
- Datos: Q5878687